# Padakaton
Padakaton is een bestuurslaag in het regentschap Brebes van de provincie Midden-Java, Indonesië. Padakaton telt 5290 inwoners (volkstelling 2010).